# Lorna Luft
Lorna Luft (Santa Monica, 21 novembre 1952) è un'attrice e cantante statunitense, attiva in campo teatrale, televisivo e cinematografico.

## Biografia
Figlia di Judy Garland e del produttore Sid Luft, nonché sorellastra di Liza Minnelli, ha recitato in numerosi musical a Broadway, a Londra e in vari tour statunitensi, tra cui Little Shop of Horrors (1986), Mame (1986), Guys and Dolls (1992), Gypsy (2002) e Follies (2015). Ha preso parte anche ad alcuni film, tra cui Grease 2, in cui recita al fianco di Michelle Pfeiffer.

## Filmografia

### Cinema
- Ombre sul palcoscenico (I Could Go on Singing), regia di Ronald Neame (1963)
- Grease 2, regia di Patricia Birch (1982)
- My Giant, regia di Michael Lehmann (1998)
- Studio 54 (54), regia di Mark Christopher (1998)

### Televisione
- Ai confini della realtà (The Twilight Zone) – serie TV, episodio 1x07 (1985)
- Trapper John (Trapper John, M.D.) – serie TV, 19 episodi (1985-1986)
- La signora in giallo (Murder, She Wrote) – serie TV, episodi 1x11-6x13 (1985-1990)
- Un salto nel buio (Tales from the Darkside) – serie TV, episodio 2x17 (1986)

## Doppiatori italiani
- Serena Verdirosi in Grease 2